# Gaspard Monge
Gaspard Monge, född 10 maj 1746 i Beaune, död 28 juli 1818, var en fransk matematiker.
Monge blev, efter att ha genomgått militärskolan i Mézières, lärare vid denna redan vid 19 års ålder, professor i matematik 1768 och även i fysik 1772. Denna befattning lämnade han 1783 för en plats som examinator vid sjökrigsskolan i Paris. Efter franska revolutionens utbrott blev han 1792 sjöminister, men lämnade efter några månader denna post för att utföra överinseendet över gevärsfabriker, krutkvarnar och projektilgjuterier. Han bidrog senare verksamt vid upprättandet av polytekniska skolan i Paris, där han övertog professuren i matematik. Sedan han 1796-1797 i ett politiskt uppdrag vistats i Italien, följde han 1798 den franska hären till Egypten, där han blev president för det nybildade egyptiska institutet och ledde de arkeologiska utgrävningarna. Då han återvände till Frankrike 1799, blev han utnämnd till senator, greve och direktör för polytekniska skolan. Efter den andra restaurationen förlorade han alla sina ämbeten och uteslöts (1816) från Institut de France. 
Bland Monges matematiska arbeten bör i främsta rummet nämnas hans Géométrie descriptive (1800), varigenom han skapade en alldeles ny gren av matematiken, den deskriptiva geometrin. Uppgiften för denna bestämdes av Monge vara dels att ange metoder för att avbilda tredimensionella figurer på ett plan, dels att ur avbildningen återfinna grundegenskaperna hos den ifrågavarande tredimensionella figuren. Genom utvecklandet av den deskriptiva geometrin har Monge inte bara vunnit viktiga resultat åt matematiken, utan även skapat metoder, genom vilka geometrin gjorts oberoende av analysen och sålunda kommit att intaga en självständigare plats inom vetenskapen än den, som varit möjlig att uppnå med Descartes analytiska betraktelsesätt som utgångspunkt. 
Application de l'analyse à la géométrie (1795) innehöll särskilt i avseende på teorin för buktiga ytor värdefulla resultat. Monge utvecklade även teorin för differens- och differentialekvationers integration. En av honom uppfunnen metod för integration av partiella differentialekvationer av andra ordningen vann insteg även i de elementära läroböckerna i detta ämne. För övrigt utgav Monge ett stort antal avhandlingar och arbeten inte bara i matematik, utan även i närbesläktade vetenskaper, till exempel fysik, mekanik och metallurgi. Hans namn tillhör de 72 som är ingraverade på Eiffeltornet.